# Borderlands (série)
Borderlands é uma franquia de RPG de ação em primeira pessoa com saqueadores e tiros em um cenário de fantasia científica ocidental espacial, criada e produzida pela Gearbox Software e publicada pela 2K para várias plataformas
A série consiste em sete jogos, cada um com vários pacotes de conteúdo para download: Borderlands (2009), Borderlands 2 (2012), Borderlands: The Pre-Sequel (2014) e Borderlands 3 (2019) por 2K Australia. Tiny Tina's Wonderlands (2022) é um spinoff baseado na DLC Tiny Tina's Assault on Dragon Keep de Borderlands 2. Tales from the Borderlands (2014–2015) é um jogo de aventura gráfica episódico spin-off da Telltale Games, e é seguido por New Tales from the Borderlands (2022) desenvolvido pela Gearbox Software.
A série recebeu aclamação da crítica e sucesso comercial por sua jogabilidade cooperativa multijogador baseada em saques e seu senso de humor. Em novembro de 2022, mais de 77 milhões de cópias dos jogos Borderlands foram enviadas, com 26 milhões de Borderlands 2. Mais cinco milhões de cópias de Borderlands 3 foram vendidas em cinco dias após o lançamento, elevando a receita líquida total da série para mais de US$ 1 bilhão. Isso faz dela uma das franquias de videogame mais vendidas de todos os tempos. Uma adaptação cinematográfica da série foi lançada em 9 de agosto de 2024.

## Jogabilidade
Os jogos Borderlands são jogos de tiro em primeira pessoa, ambientados em um mundo aberto, com alguns elementos de RPG (jogo de RPG). Tales from the Borderlands e sua sequência são jogos de aventura episódicos. O conceito veio da ideia do designer de jogos Matthew Armstrong de combinar a mecânica de jogos de tiro em primeira pessoa como Doom com jogos de RPG com saque aleatório, como Diablo. Após desenvolver a mecânica de um híbrido de RPG e tiro, a Gearbox estabeleceu a ideia de jogadores buscando Vaults no planeta Pandora, comparando a descoberta de novos itens à abertura de uma caixa de Pandora.
Os jogadores selecionam um dos personagens, representando os Vault Hunters que viajaram para o planeta Pandora para tentar buscar seu lendário Vault. Cada Vault Hunter tem uma árvore de habilidades diferente e uma ou mais habilidades únicas. Os jogadores completam missões e exploram Pandora enquanto lidam com a vida selvagem violenta de Pandora, catadores enlouquecidos que ficaram presos no planeta e vários grupos militares que tentam detê-los. Completar missões e derrotar inimigos rende dinheiro e experiência no jogo, que são usados para expandir a árvore de habilidades do jogador. Se o jogador perder sua saúde ou cair em abismos sem fundo, ele reaparece no ponto de verificação mais recente e perde parte de seu dinheiro. Os jogos são divididos em vários mapas e, uma vez que os jogadores alcançam uma estação de ponto de passagem no mapa, eles podem se teletransportar para qualquer outro mapa visitado anteriormente. Caso contrário, os jogadores devem alcançar certos pontos nas bordas do mapa para se mover para uma área diferente. Alguns mapas permitem que o jogador gere um veículo armado para ajudar a atravessar mapas grandes ou para lidar com inimigos mais poderosos.
Uma característica central de Borderlands é o sistema de loot, que gera uma variedade de armas (como pistolas, espingardas, rifles de assalto, rifles de precisão e lançadores de foguetes), geradores de escudo, modificações de granadas e modificações de classe. Este equipamento é largado aleatoriamente por inimigos, encontrado em contêineres ao redor de Pandora ou obtido como recompensa por completar missões. As estatísticas do equipamento, como a quantidade de dano e precisão de uma arma e ataques elementais especiais, são geradas proceduralmente e usam um sistema de codificação de cores de loot para indicar raridade, variando de branco (mais comum) a roxo e laranja (mais raro e poderoso). O primeiro Borderlands é creditado pelo Guinness Book of World Records por ter mais de 17 milhões de armas possíveis diferentes que poderiam ser geradas, enquanto os últimos jogos expandem ainda mais isso. Outras facetas do jogo usam um sistema processual similar: os inimigos podem ter atributos únicos e variantes mais poderosas, como criaturas que podem cuspir ácido corrosivo ou chamas, ou catadores com maiores quantidades de saúde e armadura. Armas e outros equipamentos podem ser vendidos e comprados em várias máquinas de venda automática espalhadas pelos mapas; quase todas as máquinas de venda automática incluem uma peça rara de saque que só fica disponível por um tempo limitado no jogo, após o qual o inventário da máquina é rotacionado para um novo conjunto de equipamentos. Borderlands 2, 3 e The Pre-Sequel! incluem o uso de "códigos SHIFT", que o jogador pode obter por meio de mídias sociais ou outras promoções, e dão aos jogadores "chaves douradas" que podem ser usadas uma vez para obter um item de qualidade excepcional apropriado para o nível do jogador; esse recurso foi adicionado à remasterização de Borderlands.
Conforme o jogador sobe de nível, os itens de loot se tornam mais poderosos; ao mesmo tempo, os inimigos que o jogador enfrenta no mapa também aumentam de nível. Todos os três jogos apresentam um modo de repetição do tipo New Game Plus, onde eles podem começar com o mesmo personagem no mesmo nível em que completaram o jogo e continuar a subir de nível o personagem através da repetição até um nível fixo, tornando o jogo mais difícil. Todos os três jogos suportam jogo cooperativo para até quatro pessoas; a dificuldade dos inimigos, bem como a qualidade dos itens de loot, aumentam com o número de jogadores.
Em Borderlands 2 e no Pre-Sequel, um sistema de "Badass Rank" foi adicionado. Ao completar certos desafios, como matar vários inimigos com um tipo específico de arma, o jogador receberia pontos Badass; para cada 100 pontos, eles podem resgatá-los por um dos vários pequenos buffs para os atributos do jogador, como dano de arma ou capacidade de escudo. Selecionar o mesmo buff repetidamente no resgate enquanto usa um determinado personagem forneceria recompensas menos benéficas.  No entanto, esses buffs Badass são compartilhados por todos os personagens que o jogador tem, de modo que se o jogador começar um novo personagem, ele manterá todos os buffs existentes, e novos buffs quando os pontos forem resgatados serão mais benéficos; o sistema "Badass Rank" foi substituído em Borderlands 3 pelo sistema "guardian".
Todos os jogos da série usam uma abordagem de renderização semelhante à de uma história em quadrinhos, frequentemente confundida com uma técnica de cel-shaded. Em vez disso, os jogos usam texturas desenhadas à mão totalmente realizadas e, dentro do mecanismo do jogo, adicionam contornos perceptíveis para criar a aparência de um cenário de história em quadrinhos.

## Sinopsia

### Contexto
Os jogos em Borderlands acontecem principalmente no planeta Pandora. Acredita-se que Pandora seja rica em riqueza mineral, levando várias megacorporações interestelares a enviar naves coloniais para lá para capitalizar sobre ela, mas quando chegam, encontram pouco de valor além de artefatos alienígenas indecifráveis de uma raça extinta há muito tempo conhecida como Eridianos, e inúmeras formas de vida nativas tornam a colonização muito perigosa. Muitas das corporações abandonam o planeta, deixando para trás sua força de trabalho, ex-prisioneiros coagidos a trabalhar, que assumem grande parte do planeta como bandidos e invasores. No entanto, um estudo dos artefatos alienígenas leva à descoberta de míticos Vaults Eridianos cheios de tesouros e riquezas incalculáveis, que são guardados por monstros extremamente poderosos e antigos. Corporações e forças militares retornam ao planeta, junto com vários Vault Hunters que buscam encontrar os Vaults eles mesmos. As configurações são expandidas para incluir a lua de Pandora em Borderlands: The Pre-sequel e outros planetas em Borderlands 3, onde mais Eridian Vaults foram encontrados.

### Personagens
Vários personagens aparecem em vários jogos Borderlands. O pequeno robô amarelo Claptrap (dublado por David Eddings, com Jim Foronda em Borderlands 3) apareceu em todos os jogos como um personagem não jogável (NPC) e no Pre-Sequel como um personagem jogável. O CEO megalomaníaco da Hyperion Corporation, Handsome Jack (Dameon Clarke), é encontrado pela primeira vez como o principal antagonista de Borderlands 2, enquanto o Pre-Sequel o apresenta como um NPC cuja ascensão ao poder é auxiliada pelo jogador. Após sua morte no final de Borderlands 2, Jack reaparece em Tales from the Borderlands como uma personalidade de IA e em flashbacks em Borderlands 3. O enigmático "Angel" (dublado por Jennifer Green, retratado no vídeo por Brittani Johnson) que guia os jogadores por Borderlands é, na sequência, revelado como a filha de Jack.
Também aparecendo em vários jogos estão vários NPCs que agem como vendedores e doadores de missões para o jogador. Eles incluem a pesquisadora errática Patricia Tannis (Colleen Clinkenbeard), o dono da garagem e mecânico Scooter (Michael Neumann), a irmã mais nova e mecânica de Scooter, Ellie (Jamie Marchi), a barman Mad Moxxi (Brina Palencia), a especialista em demolições de 13 anos Tiny Tina (Ashly Burch), o fundador da empresa de armas, Sr. Torgue (Chris Rager), o caçador de cavalheiros Sir Alistair Hammerlock (J. Michael Tatum), a traficante de lixo Janey Springs (Catherine Moore), o cirurgião suspeito Dr. Zed (Ric Spiegel) e o comerciante de armas Marcus Kincaid (Bruce DuBose), que também narra as cenas de abertura.
Em cada jogo principal, o jogador escolhe um dos vários personagens jogadores – "Vault Hunters" atraídos para Pandora pela perspectiva das riquezas alienígenas contidas nos Vaults – mas como os jogos suportam até quatro jogadores em modo cooperativo, sua continuidade apresenta esses personagens como tendo testemunhado os eventos de cada jogo juntos. Vários desses personagens jogadores posteriormente aparecem como personagens não-jogadores em jogos futuros.
- Os personagens dos jogadores do primeiro Borderlands aparecem como NPCs nos jogos posteriores. Eles são: Roland (dublado por Oliver Tull em Borderlands e Markus Lloyd em Borderlands 2), um soldado estoico; Lilith (Colleen Clinkenbeard), uma "Siren" com poderes mágicos e a principal protagonista geral da série; Mordecai (dublado por Julio Cedillo em Borderlands e Jason Liebrecht em jogos subsequentes), um caçador e atirador com uma ave de rapina de estimação; e Brick (Marcus Mauldin), um brigão forte.
- Os principais protagonistas de Borderlands 2 são Axton (Robert McCollum), um soldado renegado; Maya (Martha Harms), outra Siren; Salvador (John Swasey), um "gunzerker" de baixa estatura e temperamento explosivo; e Zer0 (Michael Turner), um enigmático assassino mascarado. Por meio do DLC, dois personagens adicionais foram adicionados: Gaige (Cherami Leigh), a "Mechromancer", uma garota com um robô assassino voador, e Krieg (Jason Douglas), um andarilho perturbado com dupla personalidade.
- Todos, exceto dois, os personagens do jogador do Pre-Sequel apareceram em jogos anteriores como NPCs. Claptrap é um robô que aparece ao longo da série. Athena (Lydia Mackay) é uma assassina renegada encontrada em uma campanha de DLC em Borderlands. Nisha Kadam (Stephanie Young), uma caçadora de recompensas e, eventualmente, namorada de Jack, acaba sendo morta pelos jogadores em Borderlands 2 – assim como Wilhelm (Bryan Massey), um mercenário ciborgue obcecado por transumanismo. Os outros dois personagens do jogador do Pre-Sequel, disponíveis por meio do DLC, são Timothy (Dameon Clarke), um dublê de Handsome Jack, e Lady Aurelia Hammerlock (Kenneisha Thompson), irmã de Alistair e caçadora de animais de grande porte.
- Tales from the Borderlands, ambientado logo após Borderlands 2, apresenta dois protagonistas: o homem da empresa Hyperion Rhys (Troy Baker) e a vigarista Fiona (Laura Bailey). Outros personagens introduzidos em Tales from the Borderlands incluem Vaughn (Chris Hardwick), o melhor amigo de Rhys e um contador da Hyperion; Sasha (Erin Yvette), irmã de Fiona e colega vigarista; Gortys (Ashley Johnson), um robô Atlas; e Felix (Norman Hall), a figura paterna de Fiona e Sasha.
- Borderlands 3, ambientado anos após Tales from the Borderlands, apresenta quatro novos protagonistas Vault Hunter: Amara (Zehra Fazal), uma Siren; Moze (Marissa Lenti), uma soldada Vladof desonesta que pilota o mecha Iron Bear; Zane (Cian Berry), um agente de operações secretas com uma variedade de dispositivos; e FL4K (Sung-Won Cho), um robô beastmaster. Os antagonistas são os gêmeos Calypso, Tyreen e Troy Calypso (Elisa Melendez e Max Mittelman), que são ambos sereias.

### Enredo
Logo após a corporação Dahl deixar o planeta Pandora no início de Borderlands, quatro Vault Hunters chegam para procurar o Vault – Roland, Lilith, Mordecai e Brick. Eles são guiados por uma entidade misteriosa, o Anjo da Guarda, que vive dentro do sistema de comunicação EchoNet do planeta, para coletar pedaços da Chave do Vault, mas avisam que o Vault só pode ser acessado a cada 200 anos, e que esse tempo está se aproximando, incitando-os a seguir em frente. Eles completam a Chave, mas entram em conflito com soldados da corporação Atlas que retornam para reivindicar Pandora e o Vault. Os Vault Hunters lutam contra Atlas e localizam o Vault, mas ao abrir, ele libera um monstro gigante, chamado de "Destroyer". Eles lutam contra o monstro e o empurram de volta para o Vault, que se fecha, deixando Pandora segura.
Na pré-sequência, Jack, um programador de baixo nível para Hyperion, descobre outro Vault na lua de Pandora, Elpis, e contrata mais seis Vault Hunters – Wilhelm, Athena, Claptrap, Nisha, Timothy e Aurelia – para procurá-lo após o fechamento do First Vault. Com a ajuda dos Vault Hunters, Jack consegue tomar o controle de Helios, a estação espacial Hyperion em órbita entre Pandora e Elpis, e usa seus recursos para proteger o Vault com a ajuda dos Hunters. Lá dentro, há apenas um estranho artefato no formato do símbolo do Vault, mas quando Jack o toca, ele tem visões da libertação iminente do "Warrior". Jack começa a enlouquecer de poder, e Lilith soca o artefato em seu rosto, desfigurando-o para sempre. Jack assume sua máscara, tornando-se Handsome Jack, e assume Hyperion enquanto jura vingança contra os Vault Hunters.
Em Borderlands 2, seis novos Vault Hunters chegaram para encontrar um novo Vault que foi descoberto em Pandora, mas Handsome Jack usa sua vasta gama de recursos Hyperion para tentar detê-los. Os novos Hunters – Axton, Maya, Salvador, Zer0, Gaige e Krieg – são auxiliados por Roland e seus antigos Vault Hunters, agora liderando uma resistência conhecida como Crimson Raiders, protegidos em seu Santuário base, e ainda mais guiados pelo Guardian Angel, que é revelado ser a filha Siren de Jack, morrendo pelo uso excessivo de seus poderes. Jack usou Angel para enganar os antigos Vault Hunters para abrir o Vault em Pandora para obter acesso a Eridium, um mineral alienígena especial com propriedades incalculáveis. Depois que os Vault Hunters matam Angel em um ato de misericórdia e para atrapalhar o plano de Jack, Jack aparece na câmara de Angel e começa a matar Roland. Lilith teletransporta os Vault Hunters para um local seguro antes de ser capturada por Jack e usada para terminar de carregar a Vault Key. Enquanto eles encontram o Vault, Jack chega e se junta a eles enquanto o abrem, e ele invoca o Guerreiro gigantesco, que ele quer usar para controlar Pandora e além. Os Caçadores do Vault derrotam o Guerreiro e deixam Jack para sua morte antes de descobrir que a Chave do Vault contém um mapa que leva a Vaults através da galáxia.
Algum tempo depois desses eventos, em Tales of the Borderlands, a ausência do controle de Jack deixa um vazio de poder em Pandora e Hyperion. Um lacaio de Hyperion, Rhys, e uma vigarista Fiona se envolvem em eventos sobre a venda de uma falsa Chave do Cofre para o superior de Rhys. Eles descobrem que há outro cofre, o Cofre do Viajante, controlado por um robô protótipo Atlas chamado Gortys. Enquanto eles coletam as partes espalhadas de Gortys, Rhys inadvertidamente baixa uma cópia de IA da personalidade de Handsome Jack em sua mente cibernética. O grupo de Rhys e Fiona vai para Helios em uma nave espacial improvisada, e Scooter se sacrifica para garantir que eles cheguem lá. Uma vez de volta a Helios, Jack assume a estação inteira. Rhys e Fiona param Jack e fazem a estação colidir com Pandora, acabando com a personalidade de Jack para sempre. Depois de seguirem caminhos separados por um tempo, eles se reúnem para ajudar a derrotar o Viajante, outro monstro gigante do Vault, libertando Gortys e deixando o Vault para ser explorado.
Borderlands 3 segue 7 anos após os eventos de Borderlands 2 e Tales. Depois de serem forçados a destruir o Santuário para proteger Pandora de uma conspiração apocalíptica do ex-comandante Dahl, Coronel Hector, Lilith e os Crimson Raiders recuperam a Chave/Mapa do Vault para descobrir os muitos Vaults que existem pela galáxia e viajam entre planetas por meio de sua nova nave espacial Sanctuary III. No entanto, os gêmeos Calypso, Tyreen e Troy, se declararam os legítimos donos dos Vaults, criando um culto de personalidade, os Filhos do Vault, das facções de bandidos remanescentes de Pandora para proteger esses Vaults eles mesmos e fazendo uma parceria estratégica com a megacorporação Maliwan para apoio militar. Lilith recruta novos Vault Hunters – Zane, Amara, FL4K e Moze – para ajudar a proteger esses Vaults antes que Tyreen e Troy possam. Eles descobrem que os dois são sereias e que buscam absorver o poder dos monstros do Vault para abrir o "Great Vault", revelado como o próprio planeta Pandora, sem saber que ele ainda contém o "Destroyer", que é explicado posteriormente como um ser com a intenção de destruir o universo. Com a ajuda de antigos e novos aliados, os Crimson Raiders conseguem parar os Calypso Twins e matar o Destroyer, mas ao custo das vidas de Maya e Lilith, embora o destino deste último seja ambíguo.

## Série principal
| 2009      | Borderlands                                       |
| 2010–2011 |                                                   |
| 2012      | Borderlands 2                                     |
| 2012      | Borderlands Legends                               |
| 2013      | Borderlands 2: Tiny Tina's Assault on Dragon Keep |
| 2014      | Borderlands: The Pre-Sequel                       |
| 2014      | Tales from the Borderlands                        |
| 2015      | Borderlands: The Handsome Collection              |
| 2016–2018 |                                                   |
| 2019      | Borderlands 3                                     |
| 2020      | Borderlands Legendary Collection                  |
| 2021      |                                                   |
| 2022      | Tiny Tina's Wonderlands                           |
| 2022      | New Tales from the Borderlands                    |
| 2023–2024 |                                                   |
| 2025      | Borderlands 4                                     |

### Borderlands
Borderlands foi lançado em 2009 e combina jogabilidade tradicional de tiro em primeira pessoa com elementos de construção de personagem encontrados em jogos de RPG, levando a Gearbox a chamar o jogo de "jogo de tiro RPG". Os jogadores escolhem jogar como um dos quatro personagens: Lilith, a Sereia, Mordecai, o Caçador, Brick, o Berserker, e Roland, o Soldado. O jogo concede pontos de experiência para inimigos mortos e objetivos completados, além de encorajar uma jogabilidade habilidosa ao conceder bônus para ações mais difíceis, como tiros na cabeça. A experiência adquirida aumenta em direção ao limiar do próximo nível. Subir de nível fornece ao jogador "pontos de habilidade" adicionais, que são usados para selecionar várias habilidades que permitem a especialização do personagem.
Além de várias armas corpo a corpo, o personagem pode empunhar uma variedade de armas de fogo, granadas e armas especializadas, que são geradas proceduralmente para fornecer uma rica variedade de itens. O jogo suporta jogo solo, bem como um modo cooperativo para até quatro jogadores.  Um modo New Game Plus permite que os jogadores repitam o jogo com o mesmo personagem em um nível de dificuldade mais alto.
O jogo se passa no planeta Pandora, disputado por bandidos, mercenários de corporações interestelares, vida selvagem perigosa e, eventualmente, abominações alienígenas sobrenaturais. Como um "Vault Hunter", guiado pelo misterioso "Guardian Angel", o jogador está procurando por um cofre lendário cheio de itens alienígenas. Borderlands é caracterizado por seu humor excêntrico e um estilo de arte cartunesco, cel-shaded.
Cerca de 4,5 milhões de cópias do jogo foram vendidas em todo o mundo até 2011, um sucesso inesperado para a Gearbox. Borderlands recebeu avaliações positivas, com uma pontuação agregada no Metacritic de 81 a 86, dependendo da plataforma. Foi complementado por quatro pacotes de DLC: The Zombie Island of Dr. Ned, Mad Moxxi's Underdome Riot, The Secret Armory of General Knoxx e Claptrap's New Robot Revolution.
Uma versão remasterizada para PC, PlayStation 4 e Xbox One – Borderlands: Game of the Year Edition – foi lançada em 3 de abril de 2019. Foi lançado para a versão Nintendo Switch, que foi lançada em 29 de maio de 2020.

### Borderlands 2
A sequência de Borderlands, lançada em 2012, pegou o cenário e a mecânica de jogo de seu antecessor. Novamente, os jogadores controlam um dos quatro (ou, com DLC, seis) Vault Hunters, enquanto os quatro personagens do jogo original reaparecem como personagens não jogáveis. A história, escrita por Anthony Burch, foca na luta dos jogadores com Handsome Jack, o CEO megalomaníaco da corporação Hyperion, que busca o controle das riquezas minerais e artefatos alienígenas de Pandora.
A Gearbox lançou cinco campanhas de DLC que continuam a história do jogo principal (Captain Scarlett and Her Pirate's Booty, Mr. Torgue's Campaign of Carnage, Sir Hammerlock's Big Game Hunt, Tiny Tina's Assault on Dragon Keep e Commander Lilith & the Fight for Sanctuary). Além disso, vários pacotes de DLC introduzindo dois novos personagens de jogadores (Gaige the Mechromancer e Krieg the Psycho), mais possibilidades de desenvolvimento de personagens e missões foram lançadas.
Ainda mais do que o primeiro jogo, Borderlands 2 foi um sucesso crítico e comercial inesperado. Foi um dos jogos mais vendidos de 2012 e se tornou o jogo mais vendido na história de sua publicadora 2K Games, com 8,5 milhões de cópias vendidas até fevereiro de 2014. O jogo recebeu pontuações agregadas no Metacritic de 89 a 91, dependendo da plataforma.
Uma versão de Borderlands 2 para o portátil PlayStation Vita foi lançada em 2014, oferecendo o jogo completo e alguns de seus DLCs, mas limitado ao modo multijogador para duas pessoas.

### Borderlands: The Pre-Sequel
Anunciado em abril de 2014, Borderlands: The Pre-Sequel foi desenvolvido pela 2K Austrália e lançado para PS3, Xbox 360 e Windows PC em outubro de 2014, bem como para Mac OS mais tarde em 2014. Ele se passa em Elpis, a lua de Pandora, e sua história – ocorrendo entre os eventos dos dois primeiros jogos – cobre a ascensão de Handsome Jack ao poder. O jogo apresenta quatro capangas de Jack como personagens jogáveis: Athena, a Gladiadora, Wilhelm, o Executor, Nisha, a Lei e o robô Claptrap, "o Fragtrap". O dublê de corpo de Jack, Timothy Lawrence, e a irmã de Sir Hammerlock, Aurelia, foram adicionados mais tarde como personagens de jogadores DLC. Novas mecânicas de jogo incluem o uso de tanques de oxigênio e um salto de impulso.
O jogo foi relançado em 2015 como parte de Borderlands: The Handsome Collection, uma compilação e porte de Borderlands 2 e The Pre-Sequel! para PlayStation 4 e Xbox One.

### Borderlands 3
Borderlands 3 foi lançado em 13 de setembro de 2019 para Windows, PlayStation 4 e Xbox One. O jogo estava em desenvolvimento na Gearbox já em 2015, e foi revelado na PAX East em 28 de março de 2019. Borderlands 3 foi o jogo mais vendido da série, vendendo mais de cinco milhões de cópias nos primeiros cinco dias de seu lançamento, e atingindo 8 milhões até o final de 2019.
Assim como nos jogos anteriores, os jogadores selecionam um dos quatro novos Vault Hunters – Amara the Siren, Moze the Gunner, Zane the Operative e FL4K the Beastmaster – enquanto tentam impedir que os Calypso Twins adquiram o maior poder do universo, inclusive em planetas diferentes de Pandora.

### Borderlands 4
Borderlands 4, desenvolvidos pela Gearbox, está previsto para ser lançado em 2025 para Microsoft Windows, Xbox Series X/S e PlayStation 5.

## Jogos spin-off

### Borderlands Legends
Para coincidir com o lançamento de Borderlands 2, o jogo spin-off para iOS Borderlands Legends foi lançado em 31 de outubro de 2012 para dispositivos iOS. É mais um jogo de estratégia do que um RPG e é jogado de uma perspectiva de cima para baixo com os jogadores controlando todos os quatro caçadores de Vault de Borderlands.

### Tales from the Borderlands
Tales from the Borderlands é uma história mais baseada na narrativa e nos personagens, jogo episódico desenvolvido pela Telltale Games com colaboração da Gearbox Software, apresentando personagens novos e retornados dos jogos Borderlands. Seus cinco episódios foram publicados entre novembro de 2014 até outubro de 2015 para diversas plataformas.
O jogo segue dois protagonistas, a vigarista Fiona e o homem da empresa Hyperion Rhys, enquanto eles recontam de forma um tanto questionável o enredo do jogo. A Telltale Games teve como objetivo incorporar duas características da série Borderlands, tiroteio e humor excêntrico, em Tales from the Borderlands.

### Borderlands Online
Borderlands Online seria um jogo de tiro online exclusivo para PC e dispositivos móveis da China, desenvolvido pela 2K China e Gearbox Software, e publicado e operado pela Shanda Games. Estava programado para ser lançado em 2015, mas foi cancelado em novembro de 2015 quando a 2K China foi fechada devido a preocupações com a lucratividade.

### Tiny Tina's Wonderlands
Tiny Tina's Wonderlands é um jogo independente baseado no universo de Borderlands, mas ocorrendo em um cenário de alta fantasia, logo após os eventos do DLC Tiny Tina's Assault on Dragon Keep para Borderlands 2. Como Borderlands, Wonderlands suporta combate cooperativo para quatro jogadores usando armas e itens gerados proceduralmente, embora com foco adicional em armas mágicas e corpo a corpo, além de armas de fogo. De acordo com o CEO da Gearbox, Randy Pitchford, o conceito do jogo estava em desenvolvimento há mais de dez anos. Além de Ashly Burch dublando Tiny Tina, ele inclui trabalho de voz de Andy Samberg como Capitão Valentine, Wanda Sykes como Frette, o robô, e Will Arnett como o Dragon Lord. O jogo foi lançado em 25 de março de 2022, no Microsoft Windows, PlayStation 4, PlayStation 5, Xbox One e Xbox Series X/S.
Antes do lançamento de Wonderlands, a Gearbox lançou Assault on Dragon Keep como um jogo independente, Tiny Tina's Assault on Dragon Keep: A Wonderlands One-Shot Adventure, em 9 de novembro de 2021, para Microsoft Windows, PlayStation 4 e Xbox One.

### New Tales from the Borderlands
Sucessor de Tales from the Borderlands, New Tales from the Borderlands apresenta três novos personagens jogáveis: Anu, um cientista altruísta, Octavio, irmão de Anu que busca fama e fortuna, e Fran, o dono de uma loja de iogurte congelado que usa uma cadeira flutuante para se locomover. O trio também deve trabalhar junto enquanto busca uma chave de cofre que pode conceder acesso a um cofre cheio de tesouros, enquanto luta contra Tediore, um fabricante de armas que invadiu Promethra, o planeta natal dos três protagonistas. O jogo foi lançado em 21 de outubro de 2022 para PC, PlayStation 4, PlayStation 5, Xbox One, Xbox Series X e Series S e Nintendo Switch.

### Borderlands: Vault Hunter Pinball
Uma adaptação de pinball virtual baseada na série Borderlands desenvolvida pela Zen Studios como uma das três mesas de pinball baseadas em jogos desenvolvidos pela Gearbox Software, apareceu como conteúdo para download para a reinicialização do Pinball FX lançado para PlayStation 4, PlayStation 5, Xbox One e Xbox Series X/S em fevereiro de 2023 e Windows em abril de 2023.

## Compilações

### Borderlands: The Handsome Collection
Borderlands: The Handsome Collection inclui Borderlands 2 e Borderlands the Pre-Sequel para lançamento no PlayStation 4 e Xbox One, bem como no Microsoft Windows e macOS, em março de 2015. Ambos os jogos foram remasterizados pela Iron Galaxy Studios e Armature Studio, respectivamente, para dar suporte aos consoles mais novos e incluir suporte para importar salvamentos de qualquer jogo original para a Collection para continuar esses personagens. Mais tarde, foi lançado também para Nintendo Switch.

### Borderlands Legendary Collection
Borderlands Legendary Collection inclui Borderlands, Borderlands 2 e Borderlands the Pre-Sequel para o Nintendo Switch, lançado em maio de 2020.

## Outras midias

### Trilha sonora
A trilha sonora de Borderlands, escrita por Jesper Kyd, Raison Varner, Cris Velasco e Sascha Dikiciyan (Sonic Mayhem), foi publicada como Borderlands: Original Soundtrack em 2009, com 27 faixas.
A trilha sonora da sequência, pelos mesmos compositores, foi publicada como Borderlands 2: Original Soundtrack em 2012, com 23 faixas. Álbuns de trilhas sonoras para várias campanhas de DLC foram lançados separadamente.

### Aplicativo mobile
LootTheWorld era um aplicativo móvel gratuito disponível para iOS e Android lançado em 12 de dezembro de 2013 e encerrado em 18 de outubro de 2015. O aplicativo permitia que os usuários escaneassem códigos de barras e códigos QR que desbloqueavam itens para Borderlands 2 que poderiam ser transferidos para o jogo do usuário por meio de sua conta ShiFT. O aplicativo estava disponível apenas nos Estados Unidos.

### Série de quadrinhos
Uma minissérie de quadrinhos de quatro edições, Borderlands: Origins, foi publicada impressa e digitalmente em novembro de 2012. A série foi escrita por Mikey Neumann e o artista Agustin Padilla, publicada pela IDW. Ela conta a história de como os quatro Vault Hunters originais se juntaram no início de Borderlands, preenchendo sua história de fundo e configurando os eventos de ambos os jogos. Esses são os títulos:
- Borderlands: Origins Roland
- Borderlands: Origins Lilith
- Borderlands: Origins Mordecai
- Borderlands: Origins Brick
- Borderlands: Origins Collected Edition

Uma segunda série, Borderlands: Fall of Fyrestone, também por Neumann e Padilla, foi publicada em oito edições entre julho de 2014 e abril de 2015. Ela seguiu os eventos do primeiro jogo Borderlands.
- Borderlands: Fall of Fyrestone #1 (Julho de 2014)
- Borderlands: Fall of Fyrestone #2 (Agosto de 2014)
- Borderlands: Fall of Fyrestone #3 (Outubro de 2014)
- Borderlands: Fall of Fyrestone #4 (Novembro de 2014)
- Borderlands: Fall of Fyrestone #5 Tannis & The Vault Part 1 (Dezembro de 2014)
- Borderlands: Fall of Fyrestone #6 Tannis & The Vault Part 2 (Janeiro de 2015)
- Borderlands: Fall of Fyrestone #7 Tannis & The Vault Part 3 (Março de 2015)
- Borderlands: Fall of Fyrestone #8 Tannis & The Vault Part 4 (Abril de 2015)

Um livro de arte do jogo, The Art of Borderlands 2, está disponível.

### Romance
A Pocket Books publicou três romances de Borderlands de John Shirley, cobrindo as origens de Roland e Mordecai e suas aventuras após os eventos de Borderlands:
- Borderlands: The Fallen (22 de novembro de 2011), ISBN 978-1439198476
- Borderlands: Unconquered (25 de setembro de 2012), ISBN 978-1439198483
- Borderlands: Gunsight (1 de outubro de 2013), ISBN 978-1439198490

Borderlands: Debt or Alive (ISBN 978-1803363530), um romance do escritor de Borderlands 2 Anthony Burch baseado em Tales from the Borderlands, foi publicado em junho de 2024 pela Titan Books.

### Jogo de cartas
Junto com a revelação de Borderlands 3, a Gearbox apresentou um jogo de cartas chamado Borderlands: Tiny Tina's Robot Tea Party. Projetado para dois a cinco jogadores e levando 15 minutos por jogo, o objetivo é coletar as cartas necessárias para montar um modelo específico de Claptrap, mas que pode ser atacado por cartas de ação jogadas por outros jogadores. O jogo é publicado pela Gearbox, XYZ Game Labs e Nerdvana Games.

### Filme
Uma adaptação cinematográfica de Borderlands foi desenvolvida desde 2015 como um filme de sustentação pela Lionsgate, com Avi Arad produzindo com Erik Feig. O CEO da Gearbox, Randy Pitchford, e o CEO da Take-Two Interactive, Strauss Zelnick, atuaram como produtores executivos. Eli Roth dirigiu o filme, a partir de um roteiro que ele coescreveu com Craig Mazin. O filme é estrelado por Cate Blanchett e Kevin Hart nos papéis principais como Lilith e Roland, e também inclui Jamie Lee Curtis, Jack Black, Ariana Greenblatt, Florian Munteanu, Haley Bennett, Edgar Ramirez, Olivier Richters, e Janina Gavankar. O filme foi lançado em 9 de agosto de 2024, para avaliações principalmente negativas.

## Ligações Externas
- Site oficial do Borderlands em português
- Bordelands no Instagram
- Bordelands no X